# 동중성자 원소
동중성자 원소(영어: Isotone)는 중성자의 개수가 같으나 양성자, 전자 등의 다른 요소들이 차이가 나는 원소들을 말한다.
예를 들어, 중성자의 개수 {\displaystyle N}은 같으나 양성자의 개수 {\displaystyle H}는 다른 붕소가 있다.

## 같이 보기
- 동위 원소
- 동중 원소
- 이성질핵